# 1962 a vasúti közlekedésben
Ez a szócikk a 1962-ben történt vasúti eseményeket mutatja be.

## Események a világban
- Január 8. – A harmeleni vonatkatasztrófában 93 ember veszítette életét. Ez volt Hollandia legsúlyosabb vasúti tragédiája.

## Események Magyarországon
- Május 30. – A MÁV a Budapest–Cegléd közötti vasútvonalon bevezeti az ingavonati közlekedést[1]
- augusztus 21. – Komló állomás közelében nyílt pályán síntörésre futott és kisiklott a MÁV 6130. számú, Komlóra tartó személyvonata. A vonaton tartózkodók közül öt személy súlyosan, tízen könnyebben megsérültek.[2]
- november 4. – Egy személy könnyebben megsérült, amikor a MÁV Szolnokról Lakiteleken át Kiskunfélegyházára közlekedő motorvonata a 44-es főút kereszteződésében elgázolt egy mustszállító teherautót. A teherautóban, a pályában és a kisiklott vonatban is súlyos károk keletkeztek.[3]
- november 17. – Átadják a forgalomnak a Budapest–Miskolc közötti villamosított vasútvonalat.